# Doutor Oliveira Castro
Doutor Oliveira Castro é um distrito do município brasileiro de Guaíra, no estado do Paraná.